# La Fuite en Égypte (Zurbarán)
Pour les articles homonymes, voir La Fuite en Égypte.
La Fuite en Égypte est un tableau de la période classique rattaché au style baroque. Il a été réalisé entre 1635 et 1640 par le peintre espagnol Francisco de Zurbarán ou son atelier. De format vertical, cette huile sur toile est une peinture chrétienne qui représente la fuite en Égypte, un épisode biblique rapporté dans l'Évangile selon Matthieu. Elle est conservée au musée des Beaux-Arts et d'Archéologie de Besançon, à Besançon, dans le Doubs.
Cette version n'est pas unanimement acceptée par la critique comme une œuvre du maître et certains préfèrent y voir l'intervention de son atelier,. Une autre est conservée depuis 2011 au Seattle Art Museum, à Seattle, dans l'État de Washington, aux États-Unis.

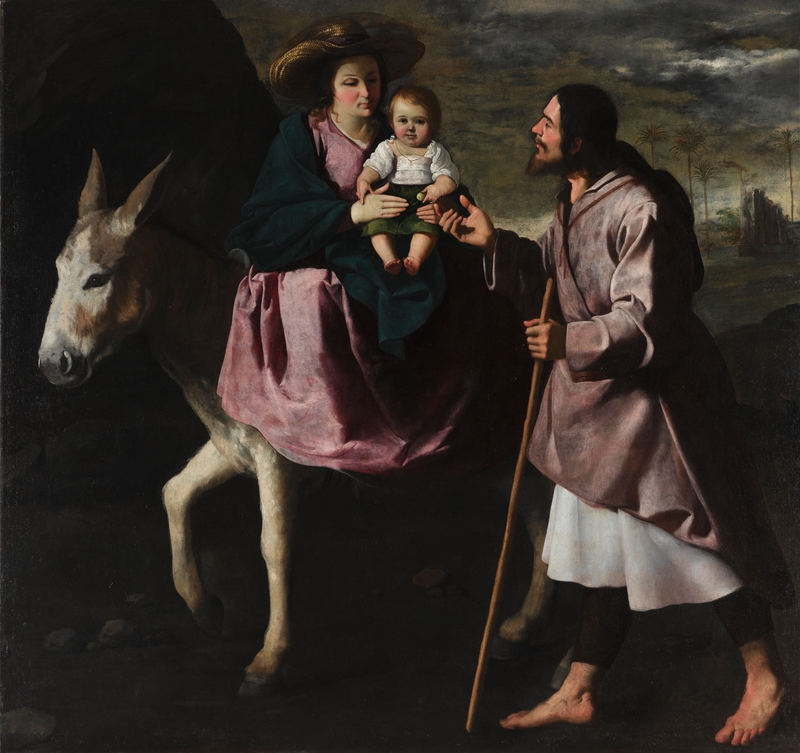
La Fuite en Égypte, vers 1638-1640 – Seattle Art Museum, Seattle.